# Ettore Milano
Ettore Milano (San Giuliano Nuovo, 25 luglio 1925 – Novi Ligure, 21 ottobre 2011) è stato un ciclista su strada e dirigente sportivo italiano.
Professionista dal 1949 al 1958, vinse una tappa al Giro d'Italia 1953.

## Carriera
Fu attivo tra i dilettanti con il G.S. SIOF diretto da Biagio Cavanna, il celebre massaggiatore cieco che fu scopritore e allenatore di Costante Girardengo; con la squadra di Pozzolo Formigaro vinse due titoli nazionali nella specialità della cronometro a squadre. Passato professionista nel 1949, corse per la Bianchi, la Carpano e la Asborno-Fréjus, affermandosi, accanto a Sandrino Carrea e Michele Gismondi, come uno dei principali gregari di Fausto Coppi.
Ottenne poche vittorie da professionista, tra cui spicca una tappa al Giro d'Italia 1953, a Napoli. Sposò Ada Cavanna, la figlia di Biagio Cavanna. Concluse la carriera professionistica nel 1958.
Dopo il ritiro dalle corse diventò direttore sportivo, nella Tricofilina-Coppi (ultima squadra di Fausto Coppi), nella Carpano, nella Sanson e nella Zonca, squadra in cui rimase fino al 1979. È scomparso nel 2011, all'età di 86 anni.

## Palmarès
- 1948 (dilettanti)

Coppa Andrea Boero
- 1953 (Bianchi, una vittoria)

5ª tappa Giro d'Italia (Roccaraso > Napoli)

### Altri successi
- 1947 (dilettanti)

Campionati italiani, Cronosquadre (con Andrea Carrea, Luciano Parodi e Franco Giacchero)
- 1948 (dilettanti)

Campionati italiani, Cronosquadre (con Andrea Carrea, Franco Giacchero e Natale Fossati)
- 1953

10ª tappa Giro d'Italia (Modena, cronosquadre)

## Piazzamenti

### Grandi Giri
- Giro d'Italia

1949: 27º
1950: 51º
1951: 29º
1952: 44º
1953: 27º
1954: 41º
1955: 58º
- Tour de France

1949: 51º
1951: 52º
1952: 51º

### Classiche monumento
- Milano-Sanremo

1949: 88º
1950: 9º
1951: 27º
1952: 37º
1953: 45º
1954: 9º
1957: 133º
- Parigi-Roubaix

1949: 12º
1950: 22º
1952: 12º
1953: 36º
- Giro di Lombardia

1949: 42º
1950: 33º
1952: 47º
1954: 72º
1956: 66º